# Adosinda
Adosinda di Alfonso (Adosinda anche in spagnolo, in galiziano, in asturiano, in catalano e in portoghese; attorno al 750 circa – Pravia, dopo il 783) fu regina delle Asturie dal 774 al 783.

## Origine
Adosinda era figlia del re delle Asturie, Alfonso I e di Ermesinda, figlia del principe delle Asturie, Pelagio e di sua moglie Gaudiosa, di cui non si conoscono gli ascendenti, come ci viene confermato dallo storico e genealogista spagnolo, Salazar y Castro, e sorella del Re delle Asturie, Fruela I, come riportato dal CHRONICON  ALBELDENSE (Adosindam Froilae  regis  sororem).

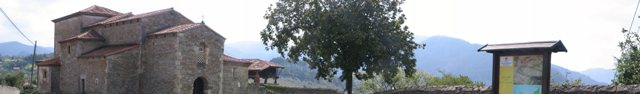
Chiesa di San Giovanni (Santianes de Pravia) a Pravia.

Alfonso I delle Asturie era figlio del duca Pietro di Cantabria e della moglie, una nobile di cui non si conoscono né gli ascendenti né il nome, ma da una lettera del figlio, Alfonso, risulta essere sorella o nipote di Adolfo abate (Adulfo abbati gloriosissimo domino meo et avunculo meo) del monastero Beatæ Mariæ di Covadonga, come ci viene confermato sia da Salazar y Castro, che lo ricorda come nipote del re Recaredo (Liubigrohona nieta de Recaredo), che la Cronica de Alfonso III, la Historia Silense Pietro discende da Recaredo I e il Sebastiani Chronicon.

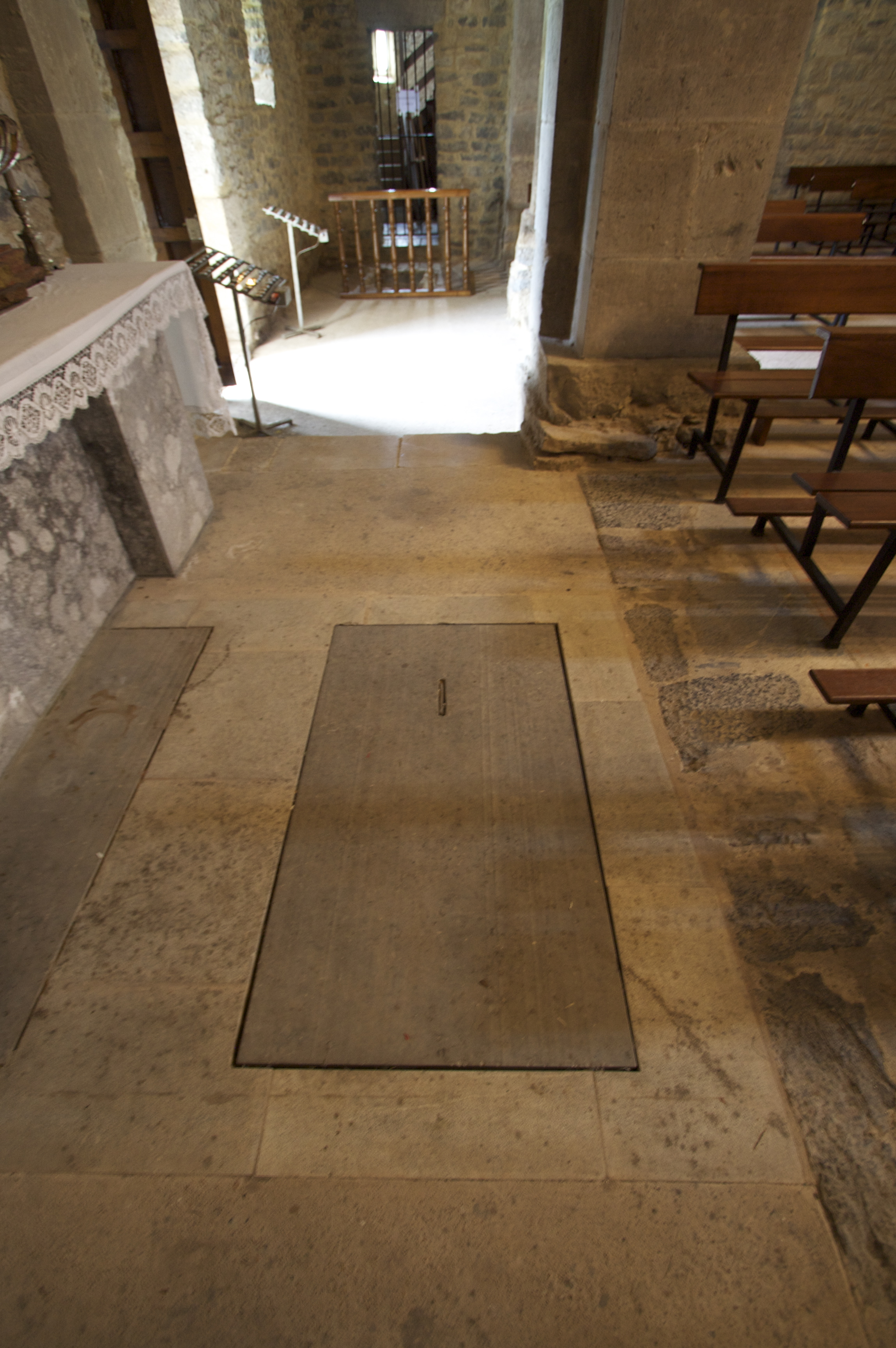
Tomba di Adosinda e del marito, Silo all'interno di San Giovanni a Pravia.

## Biografia
Il Re delle Asturie, Aurelio morì di morte naturale, nel 774, nella valla di Langreo, dove aveva posto la sua residenza e dove fu sepolto, come riporta il Sebastiani Chronicon, mentre la CRONICA ROTENSIS, riporta come anno di morte il 773; il Chronicon Compostellani riporta che Aurelio regnò per 6 anni e 6 mesi.
Siccome Alfonso, il figlio ed erede del predecessore di Aurelio, Fruela I, era ancora molto giovane, secondo il Diccionario biográfico español, Real Academia de la Historia, la nobiltà elesse al trono Adosinda, unitamente al marito, Silo, che divenne re delle Asturie, come confermano sia il CHRONICON  ALBELDENSE, che la CRONICA ROTENSIS.
Alla morte del marito, Silo, nel 783, Adosinda, senza eredi, proclamò re delle Asturie suo nipote, il giovane figlio di Fruela I delle Asturie, Alfonso, che ormai era maggiorenne e, che, secondo la CRONICA ROTENSIS era già governatore di palazzo con Silo. Ma il fratellastro di Adosinda, Mauregato, figlio naturale di Alfonso I e di una schiava araba, con l'appoggio di parte della nobiltà, spodestò il nipote, Alfonso, che fu allontanato dal regno dallo zio, Mauregato e trovò ospitalità presso i parenti della madre ad Alava (Adefonsum de regno expulit. Quo fugiens Adefonsus Alabam petiit propinquisque matris sue se contulit).
Forse, poiché, a corte, non si sentiva sicura, in quanto aveva dato appoggio al nipote, seguendo la tradizione delle regine vedove visigote, Adosinda abbracciò la vita monastica (Adosinda forse era stata forzata dal fratellastro Mauregato ad entrare in convento) e il 26 novembre 785, prese i voti e di lei non si ebbero più notizie; molto probabilmente si ritirò nel monastero di San Giovanni di Pravia, dove si presume che morisse; infatti il Sebastiani Chronicon riporta che Adosinda fu tumulata nella Chiesa di San Giovanni (Santianes de Pravia) di Pravia, accanto al marito, Silo.

## Discendenza
Adosinda non diede alcun figlio a Silo e di Adesinda non si conosce alcuna discendenza.

### Fonti primarie
- (LA)  Anastasii abbatis opera omnia.
- (LA)  CRONICA ROTENSIS)
- (LA)  Cronica de Alfonso III
- (LA)  Historia silense
- (LA)  España sagrada. Volumen 13
- (LA)  España sagrada. Volumen 23
- (LA)  España sagrada. Volumen 37

### Letteratura storiografica
- (ES)  Historia Genealógica de la Casa de Lara